# Fernando Báez Mella
Fernando Báez Mella (Santo Domingo, 23 de enero de 1957-Bonao, 3 de julio de 2018) fue un productor, director y fotógrafo dominicano.

## Biografía
Procedía de una larga familia de fotógrafos y cinematógrafos profesionales. Era hijo de Deydamia Mella Delmonte y Manuel Báez Pichardo González, siendo su padre pionero en la realización de los primeros spots publicitarios de los años años 1962-1964 en la República Dominicana en los formatos cine 16 mm y 35 mm en blanco y negro.
Fernando Báez, desde temprana edad recibe instrucciones sobre la fotografía y el cine de su padre. Graduado de bachiller en el año 1973 en el Colegio Calasanz. Luego ingresa a la Universidad Nacional Pedro Henríquez Ureña para ejercer estudiar la carrera de ingeniería civil. En 1979 consigue la oportunidad de participar en talleres de entrenamiento de televisión con técnicos de la RCA que instalan el moderno canal de televisión de aquel entonces, Tele Antillas. Desde entonces trabaja en el área de producción y realización de televisión en los canales Color Visión, Rahintel y Canal 13.
En 1987 se independiza y funda su propia empresa productora de cine y televisión Unicornio Films, desde donde hace especiales musicales, vídeos musicales, comerciales de televisión y documentales. Para ese mismo año realiza su primer ensayo cinematográfico, Ensueño campesino, escrito y dirigido por él, con un elenco de actores dominicanos.
Desde entonces realiza un sinnúmero de trabajos en los formatos cine 35 mm, 16 mm y en vídeo. También realiza especialidades en las áreas de dirección, dirección de fotografía, dirección escénica, edición y posproducción. También se especializa en fotografía submarina. En 2012 hace su debut con el largometraje de ficción titulado El rey de Najayo.
Durante su vida profesional produjo más de 300 documentales sobre los ecosistemas de la República Dominicana, que le permitieron conocer prácticamente todos los rincones de su amada patria y haber desarrollado un profundo amor por esta tierra.
Era miembro del consejo de la fundación Reef Check Internacional, entidad que lucha a favor de la preservación de los arrecifes de coral en todo el mundo, dirigida en el país por Rubén Torres.
Entre sus trabajos se encuentran Imágenes para un testimonio (1990), Canto a la luz (1993), El color de la esperanza (1994); Una imagen para un nuevo siglo (1999), Un pueblo con alma de carnaval (2005), Tiempo para cosechar (2009), República Dominicana: La Bella (2013), Lago Enriquillo: Preludio del cambio climático, El rey de Najayo(2012), Flor de azúcar (2016) y Misión estrella (2017).
Falleció el 3 de julio de 2018 en un accidente de tránsito en el kilómetro 85 de la autopista Duarte (DR-1) dirección a Jarabacoa tras chocar con un animal el vehículo que conducía su chófer sobre el puente que cruza el río Yuna en Bonao, precipitándose al vacío.